# Torpes (Doubs)
Pour les articles homonymes, voir Torpes.
Torpes est une commune française située dans le département du Doubs, la région culturelle et historique de Franche-Comté et la région administrative Bourgogne-Franche-Comté.

## Géographie
Le village est situé sur la rive droite du Doubs, qui fait une grande boucle en cet endroit, un peu en aval de Besançon.

### Transport
La commune est desservie par les lignes  55  et  56  du réseau de transport en commun Ginko. Et par les TER de la ligne ferroviaire Besançon - Lons le Saunier - Lyon.

### Climat
Pour des articles plus généraux, voir Climat de la Bourgogne-Franche-Comté et Climat du Doubs.
En 2010, le climat de la commune est de type climat de montagne, selon une étude du Centre national de la recherche scientifique s'appuyant sur une série de données couvrant la période 1971-2000. En 2020, Météo-France publie une typologie des climats de la France métropolitaine dans laquelle la commune est exposée à un climat semi-continental et est dans la région climatique  Jura, caractérisée par une forte pluviométrie en toutes saisons (1 000 à 1 500 mm/an), des hivers rigoureux et un ensoleillement médiocre.
Pour la période 1971-2000, la température annuelle moyenne est de 10,6 °C, avec une amplitude thermique annuelle de 17,3 °C. Le cumul annuel moyen de précipitations est de 1 159 mm, avec 13,2 jours de précipitations en janvier et 9,3 jours en juillet. Pour la période 1991-2020, la température moyenne annuelle observée sur la station météorologique de Météo-France la plus proche, « Dannemarie-sur-Crète », sur la commune de Dannemarie-sur-Crète à 5 km à vol d'oiseau, est de 11,3 °C et le cumul annuel moyen de précipitations est de 1 066,6 mm. 
La température maximale relevée sur cette station est de 39,9 °C, atteinte le 25 juillet 2019 ; la température minimale est de −22 °C, atteinte le 9 janvier 1985,,.
Les paramètres climatiques de la commune ont été estimés pour le milieu du siècle (2041-2070) selon différents scénarios d'émission de gaz à effet de serre à partir des nouvelles projections climatiques de référence DRIAS-2020. Ils sont consultables sur un site dédié publié par Météo-France en novembre 2022.

## Urbanisme

### Typologie
Au 1er janvier 2024, Torpes est catégorisée petite ville, selon la nouvelle grille communale de densité à 7 niveaux définie par l'Insee en 2022.
Elle est située hors unité urbaine. Par ailleurs la commune fait partie de l'aire d'attraction de Besançon, dont elle est une commune de la couronne,. Cette aire, qui regroupe 310 communes, est catégorisée dans les aires de 200 000 à moins de 700 000 habitants,.

### Occupation des sols
L'occupation des sols de la commune, telle qu'elle ressort de la base de données européenne d’occupation biophysique des sols Corine Land Cover (CLC), est marquée par l'importance des forêts et milieux semi-naturels (50,2 % en 2018), en diminution par rapport à 1990 (51,6 %). La répartition détaillée en 2018 est la suivante : 
forêts (50,2 %), terres arables (19,4 %), zones agricoles hétérogènes (13,5 %), zones urbanisées (11,9 %), eaux continentales (5,1 %). L'évolution de l’occupation des sols de la commune et de ses infrastructures peut être observée sur les différentes représentations cartographiques du territoire : la carte de Cassini (XVIIIe siècle), la carte d'état-major (1820-1866) et les cartes ou photos aériennes de l'IGN pour la période actuelle (1950 à aujourd'hui).

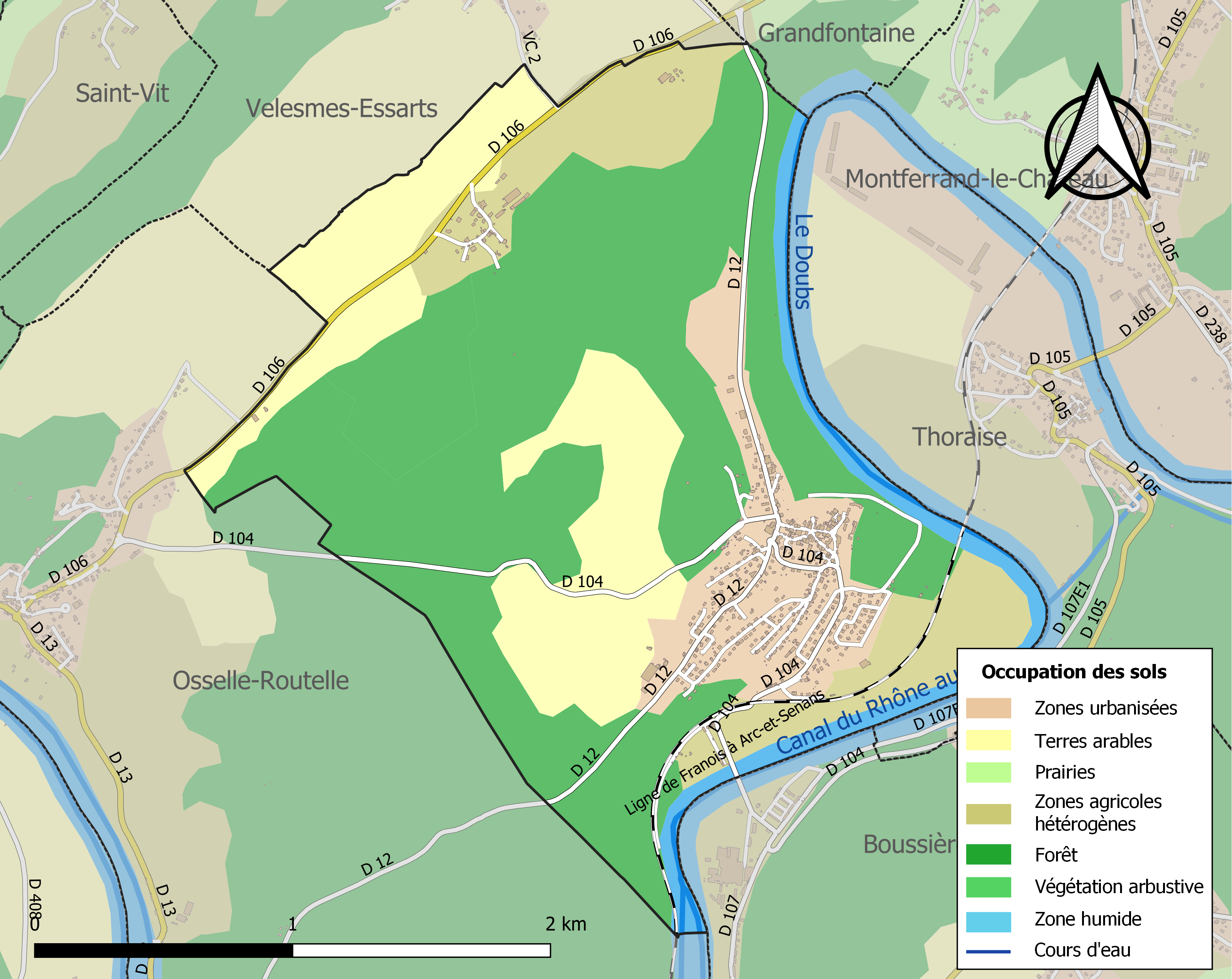
Carte des infrastructures et de l'occupation des sols de la commune en 2018 (CLC).

## Toponymie
Torpe en 1308 et 1389 ; Torpes depuis 1453.

## Histoire
L’évolution récente du village, retracée ci-après, s’appuie sur les archives des conseils municipaux et des souvenirs des plus anciens villageois. Robert Gruber, maire du village de 1971 à 1989 a été une aide précieuse ainsi que Jean-Claude Mongenet qui a mis à notre disposition les notes prises par son père, Ernest Mongenet, maire de 1945 à 1971. Nos remerciements à Christine Vielle, Daniel Mairey et François Drouhard qui ont mis à notre dispositions leurs clichés, collections de cartes postales et autres documents.
Nous remercions celles et ceux qui, par leurs contributions, permettront d’enrichir, voire corriger, cette rubrique.
Le village est perché sur un plateau qui s’élève de 20 à 40m au dessus de la rivière. Une voix romaine passait par Torpes, son tracé est visible dans le bois du Gîte. En 1331, Guillaume de Thoraix devient seigneur de Torpes lors du partage des biens de son père. Il meurt en 1394 sans descendance et la seigneurie passe à la famille de Quingey puis au Saux au XVe siècle. Elle est ensuite achetée par Jean de Thomassin.
Si les activités agricoles ne se distinguaient guère des villages alentour (culture, élevage, vigne) – d’où les lieux dits les Vignottes, les Grandes Vignes, Sous les Vignes –, les registres paroissiaux du XVIIIe siècle mentionnent quelques pêcheurs et des scieurs de bois.
L’activité industrielle est ancienne : dès 1665 la tuilerie de la Piroulette (installée alors dans le parc du château) approvisionnait la cité de Besançon.
En contrebas du château du village, une autre activité se développa : outre moulin, fouloir, ribe (meule pour broyer le chanvre) et scierie, le minerai de fer que l’on trouve dans la région suscita la création d’un haut fourneau au XIXe siècle qui, à l’apogée de son développement employait une dizaine d’ouvriers.

### La papeterie
À la suite du rattachement de l’Alsace à l’Allemagne après la guerre de 1870, la manufacture des Papiers Peints Zuber & cie fondée au XVIIIe siècle en Alsace, choisit d’implanter un site de production de papiers fins à Boussières, dans le Doubs. Ce site devait à l’origine se situer à Torpes. La dénomination « Papeteries de Torpes » en témoigne. Le foncier disponible se révélant insuffisant, la construction se fit sur l’autre rive du Doubs, sur le territoire de la commune de Boussières.
Un barrage, établi sur le Doubs en 1830 par les Ponts et Chaussée, permet l’aménagement d’un bief de dérivation qui met en service un bâtiment d’eau équipé de trois turbines. En 2002, celui-ci sera cédé à une société pour l‘exploitation d’une centrale électrique.
La papeterie ouvre ses portes en 1883 sous la dénomination Zuber Rieder et Cie. Entre 1883 et 1887 sont construites 2 cités ouvrières, dont une située à Torpes.
La production annuelle passe d’environ 1000 T à la fin du XIXe siècle à 6500 T en 2008.
Orientée principalement vers le papier à écrire, avec la marque de cahier Le Calligraphe, la production évoluera vers des produits plus « nobles » : papier de création, packaging de luxe.
Un magasin coopératif « La ménagère ouvrière » à l’usage exclusif des ouvriers papetiers est créé en 1897 à Torpes.
La papeterie emploie 250 ouvriers en 1883, 380 en 1923 et 280 en 1962. L’effectif actuel est de l’ordre de 80 salariés.

### La traversée du Doubs
En 1854 est mis en service le bac pour le franchissement du Doubs. Jusqu’alors, il se faisait par le bac de Thoraise (il n’existe alors aucun pont sur le canton de Boussières), obligeant les villageois à un détour via Grandfontaine de 6 km.
En1881 une passerelle financée par la Sté Zuber Rieder et Cie sera mise en place à l’emplacement du pont actuel afin de faciliter le passage des ouvriers et des matériaux.
Détruite en 1940, un pont la remplacera en 1941, démoli lui-même par l’occupant allemand en 1944. Un pont militaire sera installé et c’est en 1953 que sera reconstruit le pont actuel.

### La gare
Si dès la fin de 1841, le conseil municipal s’engage à donner les terrains communaux nécessaires au passage du chemin de fer dans la commune, ce n’est qu’aux environs de 1864 que la gare fut construite sur une ligne exploitée par la société ferroviaire Paris-Lyon-Marseille. Un accord entre les sociétés Zuber Rieder et PLM permet de créer un embranchement ferroviaire pour la papeterie au lieu dit À Trébillet. Propriété de la papeterie, cette « gare de triage » où étaient stockées les balles de pâte à papier pour être acheminées ensuite de l’autre côté du pont, fut en activité jusque dans les années soixante et sera détruite aux alentours de 1975.
La gare des voyageurs endommagée par un incendie en 1998 sera démolie au début du siècle.

### Commerces et artisans
C’est au début du siècle dernier que le nombre de commerces est le plus important. Le bottin de 1906 recense deux cafés-auberges, trois cafés, un restaurant, cinq épiceries-merceries, deux boulangeries, une boucherie. Côté artisans, on dénombre un cordonnier, un maréchal-ferrant, deux menuisiers, un plâtrier, un maçon et une sage-femme.
Le dernier café, tenu par M. Baud a fermé en 1975 et la dernière épicerie à la fin du siècle dernier.
Les Établissements Baud
En 1925, Jules Baud ouvre un atelier-magasin de montage de cycles, créant les marques Betty, Luxia et Jurasport. Il sera rejoint progressivement par ses six enfants et son petit-fils. Au plus fort de son activité dans les années 60/80, l’entreprise produira près de 2 000 bicyclettes par an. S’y ajoutera le commerce en gros de pièces détachées ainsi que la vente à partir des années 65 de cyclomoteurs de marque Mobylette et Flandria. L’entreprise sponsorisera de nombreuses petites courses régionales ainsi que de jeunes coureurs. Le plus connu est sans doute Patrick Perret (7 participations au tour de France.) Dans les dernières années de son activité, l’entreprise se concentrera sur le haut de gamme avant de fermer ses portes en1998.

### Écoles
En 1950 le conseil municipal refuse d’appliquer la mixité dans les classes. Celle-ci ne sera définitive qu’en 1958.
Une classe maternelle ouvre en 1982, située dans un préfabriqué à l’emplacement du parking de la salle polyvalente. Les 2 autres classes sont à la mairie et au rez-de-chaussée du bâtiment scolaire actuel.
En 1995, celui-ci est rénové et regroupe les trois classes. Les combles sont aménagées en 1998 pour accueillir la 4e classe. En 2009, une cinquième classe de maternelle est créée dans l’extension du bâtiment scolaire. Une 6e classe sera installée dans la salle du parc en 2011.

### Population
Le premier recensement connu en 1793 indique 276 habitants. La population passe de 305 hab. en 1881 à 476 hab. en 1886, période de la construction de l’usine puis de la passerelle. Elle retombe à moins de 400 hab. au début du XXe siècle. Le cap des 500 habitants est franchi en 1975, puis 600 en 1996 pour compter 1076 hab. aujourd’hui.
Sources : Ldh/EHESS/Cassini jusqu’en 1999 puis Insee à partir de 2006

### Château
Le château se dresse sur un rocher de 20 mètres de haut environ. Il existait déjà avant 1333, date à laquelle, Guillaume Ier de Thoraise en devint le propriétaire. Ce fut certainement un personnage important car il participa aux négociations entre le Roi d’Angleterre et les ducs de Bourgogne, pendant la guerre de Cent Ans. La lignée disparut en 1494, à la mort de la “Dame de Torpes” (Claude de Thoraise). Le château fut incendié en 1492 par Maximilien, en punition du soutien apporté par la châtelaine à Louis XI.
On trouve trace d’un séjour de Voltaire au château à l’occasion de péripéties galantes avec une Marquise du Châtelet (parente des châtelains). Après la Révolution, le château fut vendu à un maître de forges, Charles Saint, et resta en possession de cette famille jusqu’à récemment.
En 1735, le château avait encore conservé son aspect féodal, certaines parties furent alors modernisées. Mais on peut encore admirer la belle cuisine du XIIIe, les façades, les toitures du bâtiment principal, la grille d’entrée, la salle basse et les boiseries du salon Louis XVI qui ont été inscrits en 1949 à l’Inventaire des Monuments Historiques
Les nouveaux propriétaires ont engagé depuis une quinzaine d’années d’importants travaux de restauration : façades, toitures, bâtiments annexes, dépendances, grille, parc, etc.

### Gouvernance
Avec la loi municipale du 28 pluviôse an VIII (17 février 1800), l’appellation de maire revient, qui remplace celle d’agent municipal. Les maires sont nommés par le préfet pour les communes de moins de 5 000 habitants, par le Premier Consul pour les autres.
À compter du 2 pluviôse an IX (22 janvier 1801) le maire est chargé seul de l’administration de la commune et les conseillers ne sont consultés que lorsqu’il le juge utile. Le maire exerce ce pouvoir absolu jusqu’en 1867.
La Restauration instaure la nomination des maires et des conseillers municipaux. Après 1831, les maires sont nommés (par le roi pour les communes de plus de 3 000 habitants, par le préfet pour les plus petites), mais les conseillers municipaux sont élus pour six ans.
C’est le 5 avril 1884 qu’une loi sur l’organisation municipale, qui inspire encore de manière substantielle la législation actuelle, est promulguée ; elle établit le principe de l’élection du maire et des adjoints par le conseil municipal, quelle que soit l’importance de la commune.
On trouve trace dans les archives communales des serments que doivent prêter les maires désignés par le Préfet : « Je jure fidélité au Roi des français et obéissance à la charte constitutionnelle et aux lois du royaume » (1830) « Je jure obéissance à la Constitution et au Président » (1852) et également des motions adressées aux gouvernants que l’on peut supposer « soufflées » par eux-mêmes :
- au Roi Louis-Philippe en 1846 à la suite d'un des nombreux attentats dont il fut la cible :

« La France a de nouveau à remercier la Providence qui a su détourner les coups de l’assassin qui a  voulu trancher les jours de votre majesté. Elle voit avec regret qu’il se trouve toujours dans son sein des traîtres qui attentent à la vie de ce qu’elle a de plus cher. Le conseil municipal de Torpes, aujourd’hui rassemblé et au nom de tous les habitants partage les mêmes sentiments et fait les vœux les plus sincères pour la conservation et la prolongation de vos jours qui sont si chers à la Patrie. Vive le Roi. »
- au Prince Président (futur Napoléon III, lui aussi cible de nombreux attentats) en 1852 :

« Prince, Par votre courage et votre fermeté vous avez sauvé la France et la société des dangers de l’anarchie qu les menaçaient. La Providence a secondé vos sages instincts et protégé vos démarches, que votre nom soit gravé dans tous les cœurs des bons français et maudits soient ceux qui ont osé essayer un attentat  contre vos jours si précieux pour la France. Il reste un acte à accomplir. C’est celui de rétablir l’Empire sur les bases posées dans le beau discours prononcé le 9 octobre 1852 à Bordeaux par le Prince, Chef de l’État.
La France entière le demande et en particulier la commission appelée à remplir les fonctions attribuées au conseil municipal de Torpes, obéissant à ses sentiments de reconnaissance pour le Prince Louis Napoléon Bonaparte, le proclame empereur des français et demande à ce que l’hérédité soit conférée à ses descendants. »
- au même à l’occasion de son mariage en janvier 1853 :

Depuis votre avènement comme Chef de l’État vous n’avez pas cessé de montrer combien vous  êtes attaché à la France, vous l’avez sauvée de l’anarchie et comblée de bienfaits. Le peuple français à son tour a désiré votre élévation sur le trône impérial. La Providence qui veille sur vous a secondé ses désirs. Aujourd’hui Votre Majesté vient d’accomplir un grand acte dans l’intérêt de tous les enfants de la France.

## Politique et administration

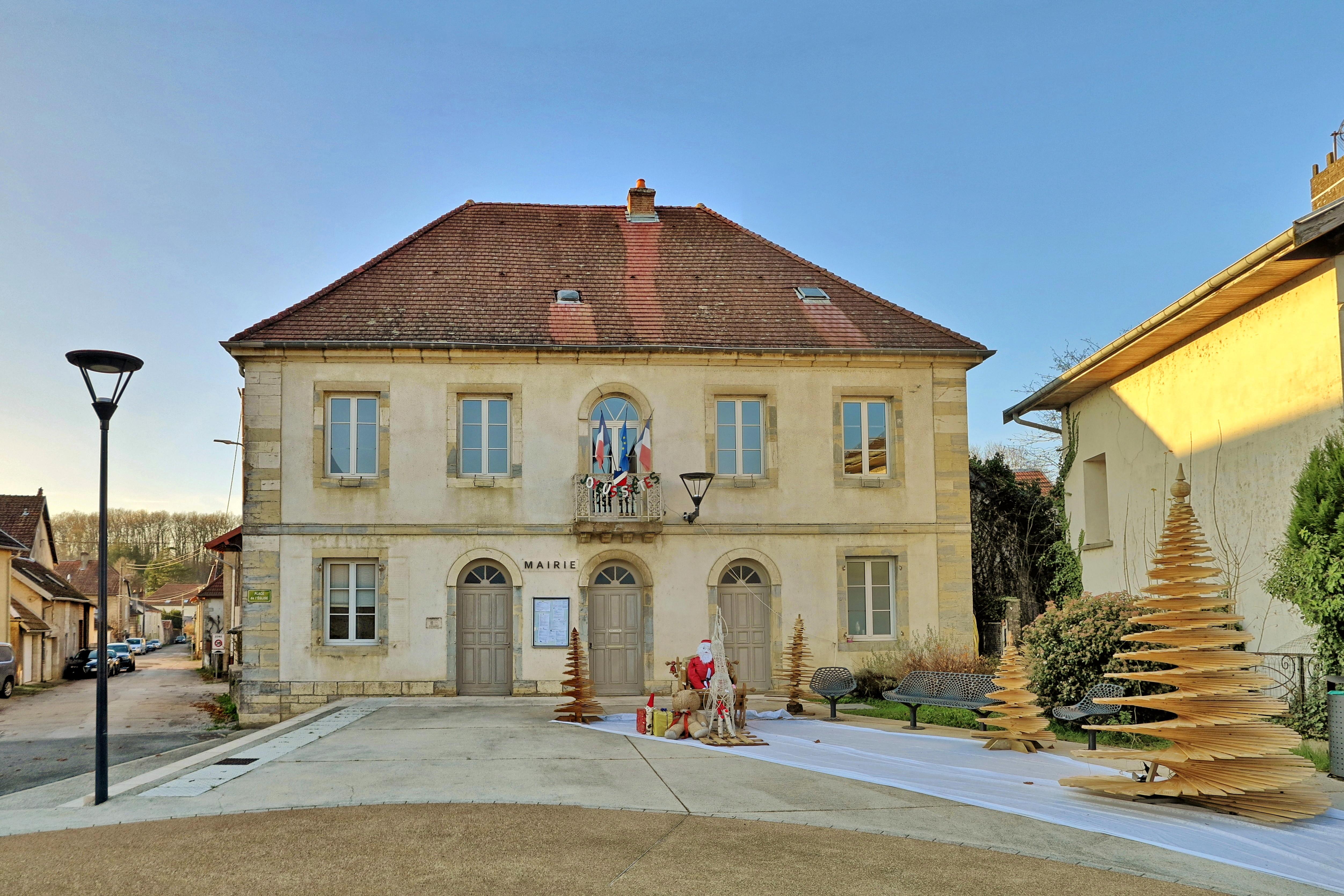
La mairie.

| Période                                  | Période                     | Identité                                     | Étiquette | Qualité |
| ---------------------------------------- | --------------------------- | -------------------------------------------- | --------- | ------- |
| 1943                                     | 1944                        | Charles Gruber                               |           | [ 15 ]  |
| 1945                                     | 1971                        | Ernest Mongenet                              |           |         |
| 1971                                     | 1989                        | Robert Gruber                                |           |         |
| 1989                                     | 1995                        | Rolland Petit                                |           |         |
| 1995                                     | 2008                        | Denis Jacquin                                | DVG       |         |
| mars 2008                                | 2014                        | Jean-Marie Mairey                            |           |         |
| mars 2014                                | En cours (au 1er juin 2020) | Denis Jacquin Réélu pour le mandat 2020-2026 | DVG       |         |
| Les données manquantes sont à compléter. |                             |                                              |           |         |

## Démographie
L'évolution du nombre d'habitants est connue à travers les recensements de la population effectués dans la commune depuis 1793. Pour les communes de moins de 10 000 habitants, une enquête de recensement portant sur toute la population est réalisée tous les cinq ans, les populations de référence des années intermédiaires étant quant à elles estimées par interpolation ou extrapolation. Pour la commune, le premier recensement exhaustif entrant dans le cadre du nouveau dispositif a été réalisé en 2007.

En 2022, la commune comptait 1 004 habitants, en évolution de −3,55 % par rapport à 2016 (Doubs : +1,88 %, France hors Mayotte : +2,11 %).
| 1793 | 1800 | 1806 | 1821 | 1831 | 1836 | 1841 | 1846 | 1851 |
| ---- | ---- | ---- | ---- | ---- | ---- | ---- | ---- | ---- |
| 276  | 307  | 318  | 272  | 346  | 311  | 309  | 327  | 312  |

| 1856 | 1861 | 1866 | 1872 | 1876 | 1881 | 1886 | 1891 | 1896 |
| ---- | ---- | ---- | ---- | ---- | ---- | ---- | ---- | ---- |
| 338  | 361  | 325  | 289  | 255  | 305  | 473  | 440  | 431  |

| 1901 | 1906 | 1911 | 1921 | 1926 | 1931 | 1936 | 1946 | 1954 |
| ---- | ---- | ---- | ---- | ---- | ---- | ---- | ---- | ---- |
| 398  | 462  | 464  | 457  | 447  | 408  | 415  | 388  | 440  |

| 1962 | 1968 | 1975 | 1982 | 1990 | 1999 | 2006 | 2007 | 2012  |
| ---- | ---- | ---- | ---- | ---- | ---- | ---- | ---- | ----- |
| 467  | 469  | 509  | 566  | 580  | 713  | 779  | 788  | 1 023 |

| 2017  | 2022  | - | - | - | - | - | - | - |
| ----- | ----- | - | - | - | - | - | - | - |
| 1 021 | 1 004 | - | - | - | - | - | - | - |

## Lieux et monuments
- Le château de Torpes.
- L'église Saint-Michel.
- La chapelle du cimetière.
- Le lavoir octogonal à impluvium et son grand bassin abreuvoir (rénové en 2009).
- La fontaine-lavoir de la Piroulette.

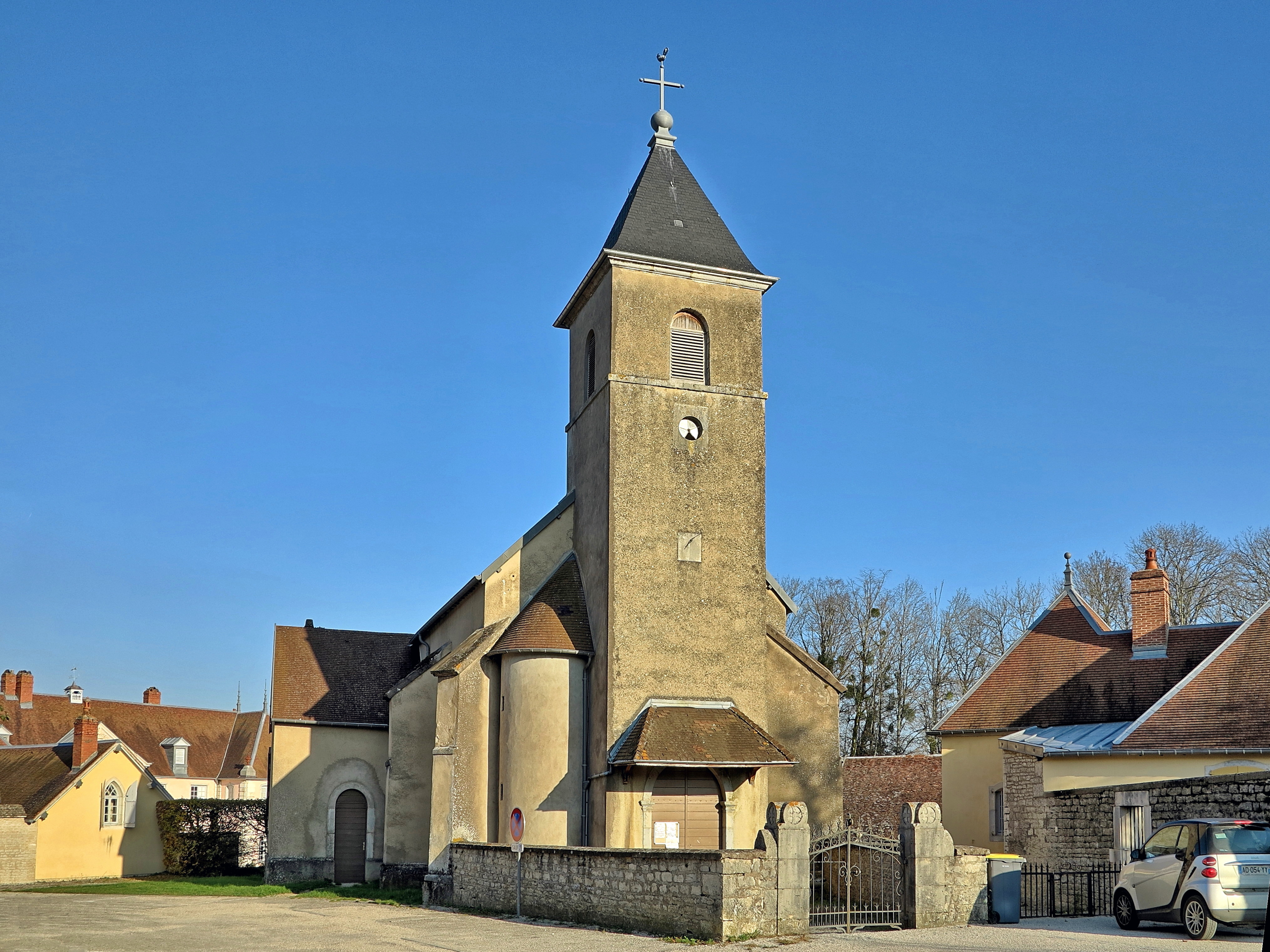
L'église.
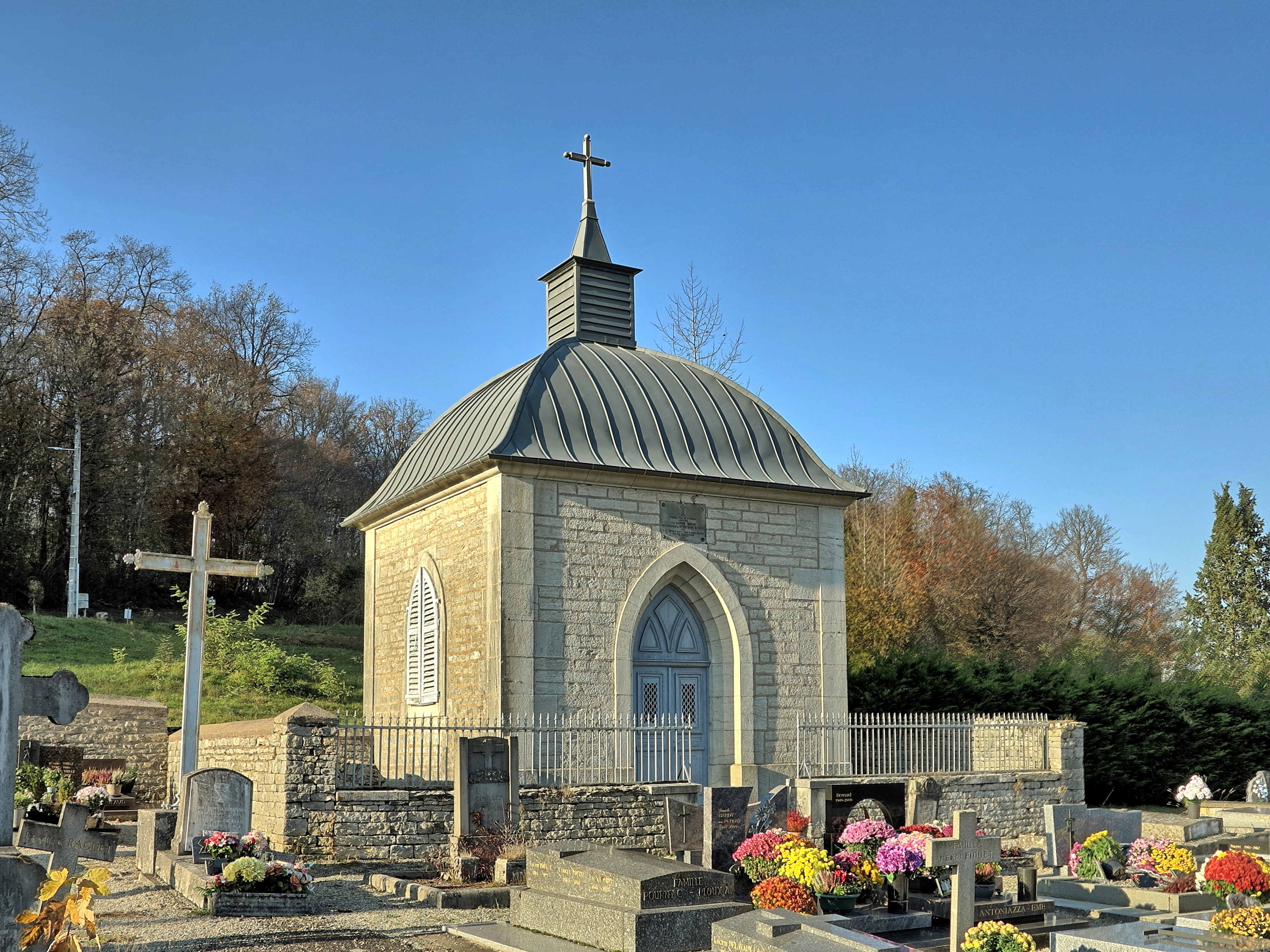
La chapelle du cimetière.
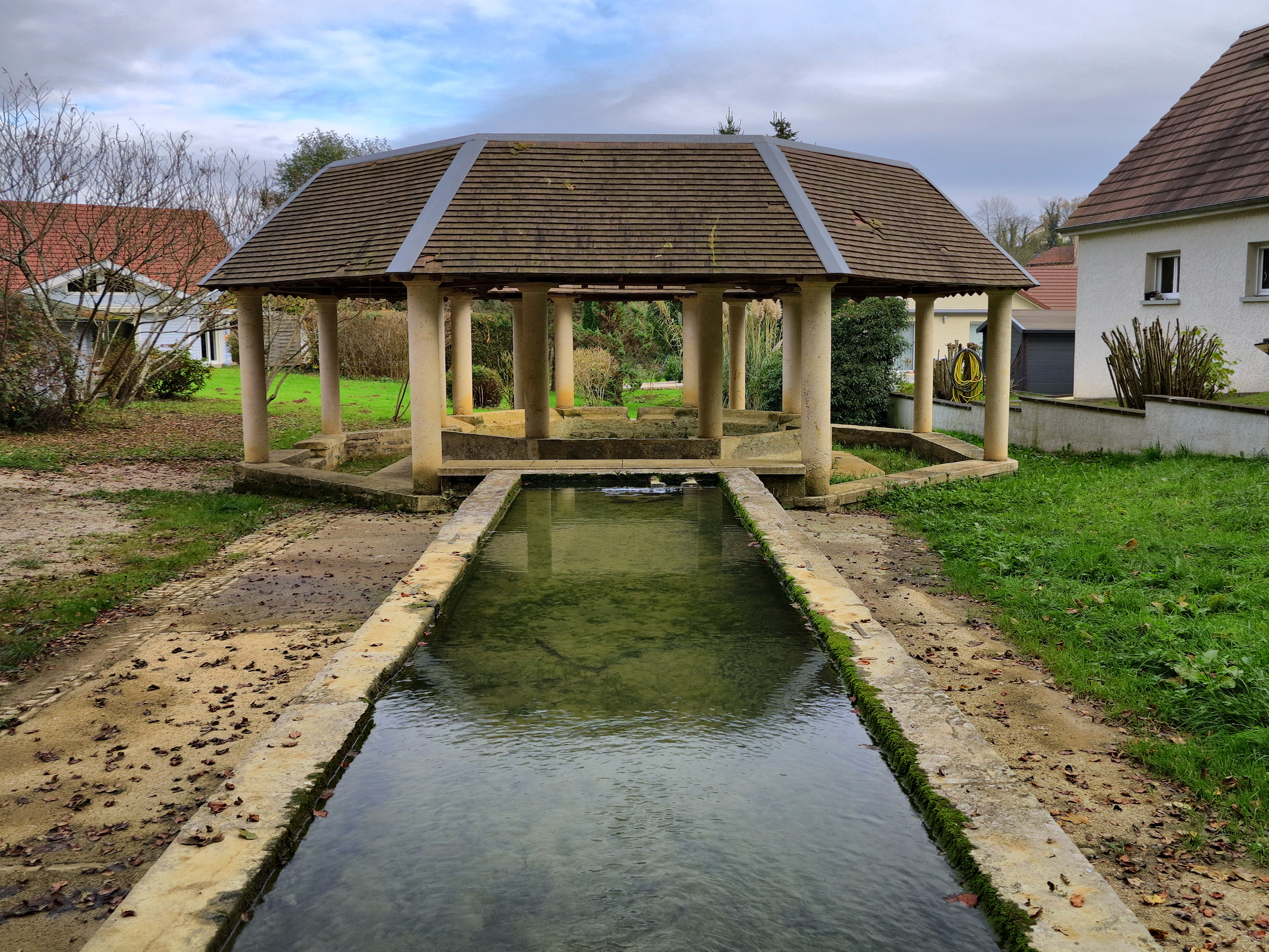
Le lavoir octogonal à impluvium.
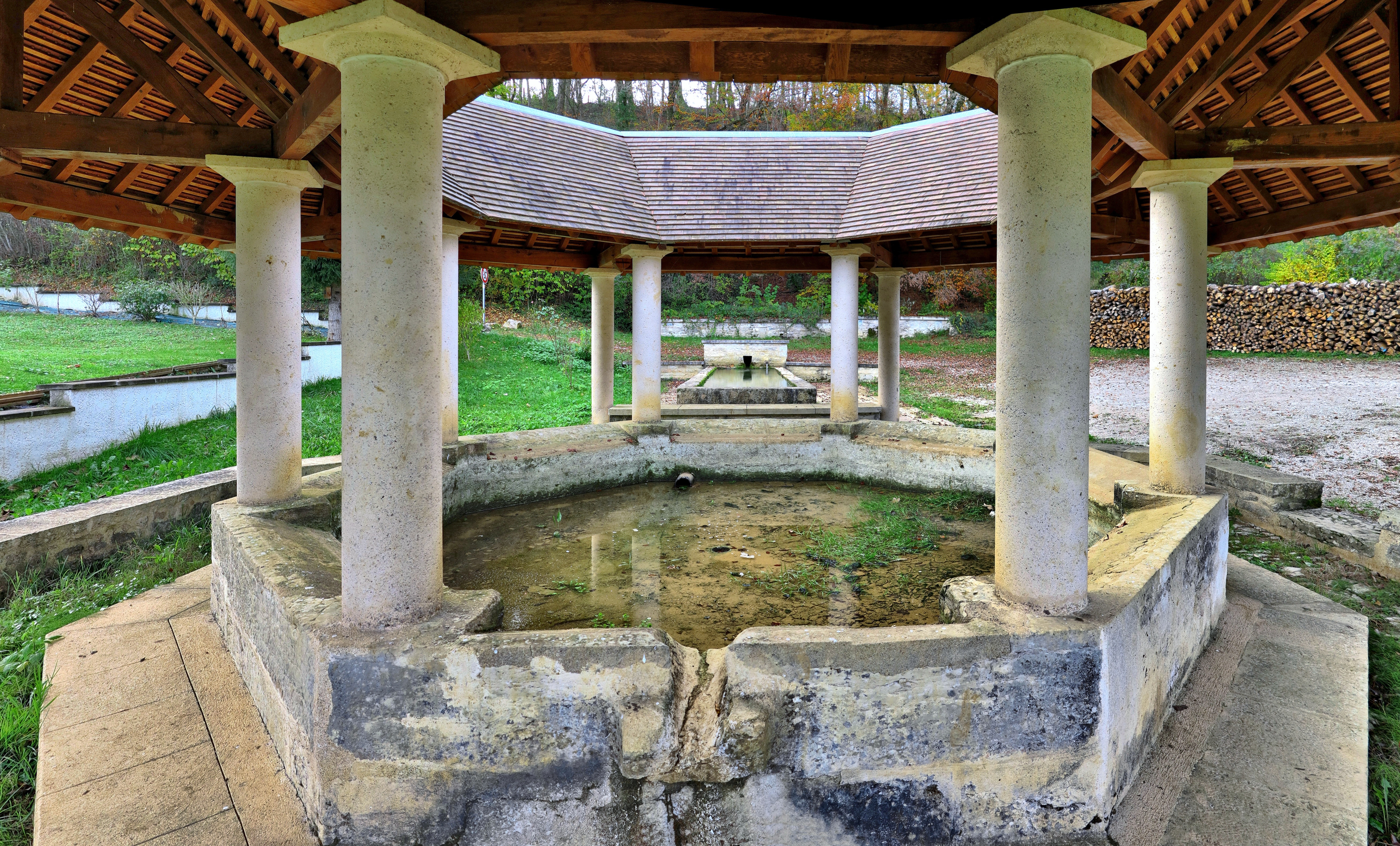
Le bassin du lavoir octogonal.
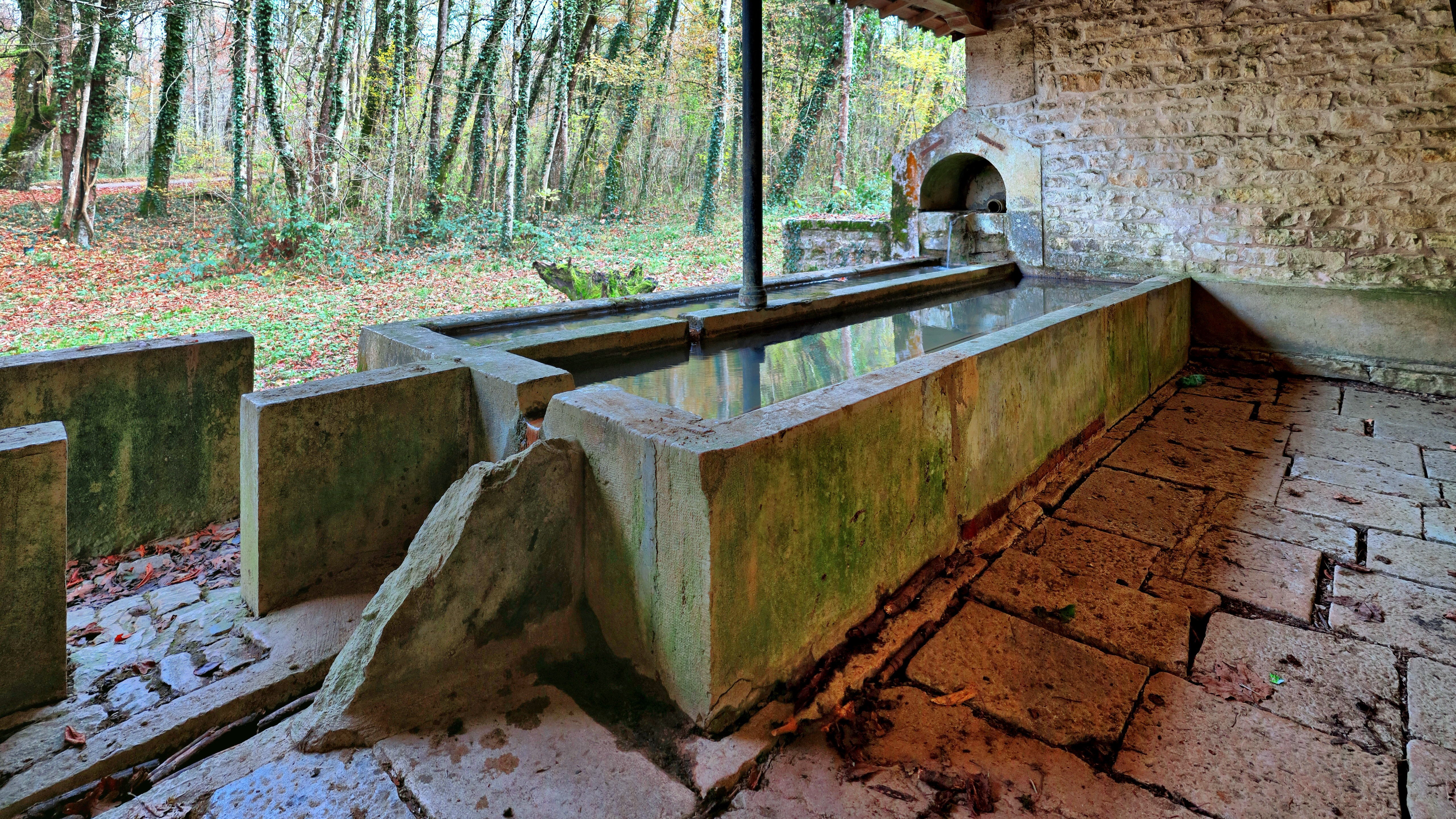
Le lavoir de la Piroulette.